# Дървени църкви в Южна Малополша
Дървени църкви в Южна Малополша (на полски Drewniane kościoły południowej Małopolski) – група ценни от историческа гледна точка и много интересни с оглед на архитектурата си дървени църкви с характерна конструкция, осъществена чрез зъбна сглобка. Най-старите от тях са от XIV век (за най-стара се смята църквата в Хачов, която е от 1388 година). Те са запазени в добро състояние до наши дни и са второто най-старо средище на дървени храмове в Европа, след норвежките дървени църкви stavkirke.
В Подкарпацко и Малополско войводство има изключително много дървени църкви. Те са създадени в различни архитектурни стилове, като се започне от готически, през ренесансов и бароков и се стигне до съвременните стилове в архитектурата.

Дървените църкви в Малополша са ценна забележителност не само за Полша, но в европейски и световен план. Значителна част от тях са включени в туристическия маршрут път на дървената архитектура.

## Дървени църкви, включени в Списъка на световното културно и природно наследство на ЮНЕСКО
Сред най-ценните обекти са църквите, вписани на 3 юли 2003 г. в престижния Списъка на световното културно и природно наследство на ЮНЕСКО. Това са храмовете:

### Бинарова
|  | Църква „Свети Архангел Михаил“ в Бинарова |

### Близне
|  | Църква „Вси светии“ в Близне |

### Дембно
|  | Църква „свети Архангел Михаил“ в Дембно |

### Хачов
|  | Църква „Успение на Пресвета Богородица“ в Хачов |

### Липница Мурована
|  | Църква „Свети Леонардо“ в Липница Мурована |

### Сенкова
|  | Църква „Свети Филип и Свети Яков“ в Сенкова |

## Църкви с кандидатури за вписване в Списъка на световното културно и природно наследство на ЮНЕСКО
В настоящия момент в списъка на ЮНЕСКО са включени шест от общо деветте църкви с кандидатури за вписване. Комитетът ЮНЕСКО избира най-старите от тях (готическите), по-новите църкви, макар и номинирани за вписване, не са включени в списъка на ЮНЕСКО. Това са църквите:

### Лаховице (на полски Lachowice)
|  | Църква „Свети апостоли Петър и Павел“ в Лаховице | от 1789 г., образец за дървена църква от южна Полша в късен бароков стил |

### Оравка (на полски Orawka)
|  | Църква „Свети Йоан Кръстител“ | от XVII век с изключително ценен интериор |

### Шалова (на полски Szalowa)
|  | Църква „Свети Архангел Михаил“ в Шалова | от XVIII век, най-ценната барокова дървена църква |

## Други подобни обекти
- Kościół św. Mikołaja z Bączala Dolnego sprzed 1667 roku,
- Kościół św. Marcina w Czermnej z XVI wieku,
- Kościół św. Marcina w Grywałdzie z XV wieku,
- Kościół św. Katarzyny w Gogołowie z XVII wieku,
- kościół św. Sebastiana w Kosinie z XVIII wieku,
- Kościół Narodzenia Najświętszej Marii Panny w Libuszy z początku XVI wieku, spalony,
- Kościół św. Mikołaja w Lubli z XV wieku,
- Kościół Przemienienia Pańskiego w Osieku Jasielskim z ok. 1419 roku,
- Kościół św. Marka Ewangelisty w Rodakach z 1601 roku,
- Kościół św. Jakuba w Rozdzielu z 1564 roku,
- Kościół św. Andrzeja w Rożnowicach z XVIII wieku,
- Kościół św. Katarzyny w Sławęcinie z 1779 roku,
- Kościół św. Jana Chrzciciela w Rzepienniku Biskupim z XVI wieku,
- Kościół Nawiedzenia Najświętszej Marii Panny w Iwkowej z XV wieku,
- Kościół św. Anny w Święcanach z 1520 roku,
- Kościół św. Doroty w Trzcinicy najpóźniej z 1551 roku,
- Kościół św. Bartłomieja w Krakowie (Mogiła) z 1466 roku
- Kościół Nawiedzenia Najświętszej Marii Panny w Paczółtowicach z 1515 roku

## Виж още
Дървени църкви в района на Карпатите в Полша и Украйна
|  | Тази страница частично или изцяло представлява превод на страницата Drewniane kościoły południowej Małopolski в Уикипедия на полски. Оригиналният текст, както и този превод, са защитени от Лиценза „Криейтив Комънс – Признание – Споделяне на споделеното“, а за съдържание, създадено преди юни 2009 година – от Лиценза за свободна документация на ГНУ. Прегледайте историята на редакциите на оригиналната страница, както и на преводната страница, за да видите списъка на съавторите. ВАЖНО: Този шаблон се отнася единствено до авторските права върху съдържанието на статията. Добавянето му не отменя изискването да се посочват конкретни източници на твърденията, които да бъдат благонадеждни. |